# Battaglia di Comana Pontica
La battaglia di Comana Pontica fu combattuta tra l'esercito romano comandato dal legatus di Lucio Licinio Lucullo, Gaio Valerio Triario, e l'esercito del Regno del Ponto, comandato da Mitridate VI nel 68 a.C., e vide il comandante romano prevalere sul re pontico.

## Contesto storico
La vittoria ottenuta da Mitridate su Lucio Licinio Murena durante la seconda guerra mitridatica rafforzò il convincimento nel re asiatico che i Romani non fossero invincibili, e la sua speranza di creare un grande regno asiatico che potesse contrastare la crescente egemonia romana nel bacino del Mediterraneo. Da qui il re prese le mosse per una nuova politica espansionistica in chiave anti-romana.
Attorno all'80 a.C. il re del Ponto decise di tornare a sottomettere tutte le popolazioni libere che gravitavano attorno al Ponto Eusino. Nominato quindi quale generale di questa nuova impresa suo figlio Macare, si spinse alla conquista di quelle colonie greche che si diceva discendessero dagli Achei, di ritorno dalla guerra di Troia, al di là della Colchide. La campagna però si rivelò disastrosa, poiché furono perduti due contingenti armati, una parte in battaglia e per la severità del clima, un'altra in seguito ad un'imboscata. Quando fece ritorno nel Ponto, inviò ambasciatori a Roma per firmare una nuova pace.
Contemporaneamente il re Ariobarzane I, mandò nuovi ambasciatori per lamentarsi che la maggior parte dei territori della Cappadocia, non gli erano stati completamente consegnati da Mitridate, come promesso al termine della seconda guerra mitridatica. Poco dopo (nel 78 a.C.) inviò una nuova ambasceria per firmare gli accordi, ma poiché Silla era appena morto e il Senato era impegnato in altre faccenda, i pretori non ammisero i suoi ambasciatori e non se ne fece nulla. Mitridate, che era venuto a conoscenza della morte del dittatore romano, persuase il genero, Tigrane II d'Armenia, ad invadere la Cappadocia come se fosse una sua azione indipendente. Ma questo artificio non riuscì a ingannare i Romani. Il re armeno invase il paese e trascinò via con sé dalla regione, oltre ad un grosso bottino, anche 300 000 persone, che poi portò nel suo paese, stabilendole, insieme ad altre, nella nuova capitale, chiamata Tigranocerta (città di Tigrane), dove aveva assunto il diadema di re d'Armenia.
E mentre queste cose avvenivano in Asia Minore, Sertorio, il governatore della Spagna, che incitava la provincia e tutte le vicine popolazioni a ribellarsi ai Romani del governo degli optimates, istituì un nuovo Senato ad imitazione di quella di Roma. Due dei suoi membri, un certo Lucio Magio e Lucio Fannio, proposero a Mitridate di allearsi con Sertorio, con la prospettiva comune che una guerra combattuta su due fronti opposti (ad Occidente, Sertorio ed a Oriente, Mitridate) avrebbe portato ad ampliare i loro domini sui paesi confinanti, in Asia come in Spagna.
Mitridate, allettato da tale proposta, inviò suoi ambasciatori a Sertorio, per valutare quali possibilità vi fossero per porre sotto assedio il potere romano, da Oriente ed Occidente. Fu così stabilita tra le parti un patto di alleanza, nel quale Sertorio si impegnava a concedere al re del Ponto tutti i territori romani d'Asia, oltre al regno di Bitinia, la Paflagonia, la Galatia ed il regno di Cappadocia, ed inviava anche un suo abile generale, un certo Marco Vario (o Mario), oltre a due altri consiglieri, Magio e Fannio Lucio, per assisterlo militarmente e diplomaticamente.

### Casus belli
All'inizio della primavera del 74 a.C., Mitridate si affrettò a marciare contro la Paflagonia con i suoi due generali, Tassile ed Ermocrate, disponendo poi di invadere anche la Bitinia, divenuta da poco provincia romana, in seguito alla morte del suo re, Nicomede IV, che aveva lasciato il suo regno in eredità ai Romani. L'allora governatore provinciale, Marco Aurelio Cotta, uomo del tutto imbelle, non poté far altro che fuggire a Calcedonia con quante forze aveva a disposizione. Mitridate, dopo aver attaccato inutilmente la città e le forze romane, si diresse a Cizico dove, dopo quasi un anno di inutile assedio, fu sconfitto più volte dalle accorrenti truppe romane del console Lucio Licinio Lucullo (73 a.C.).

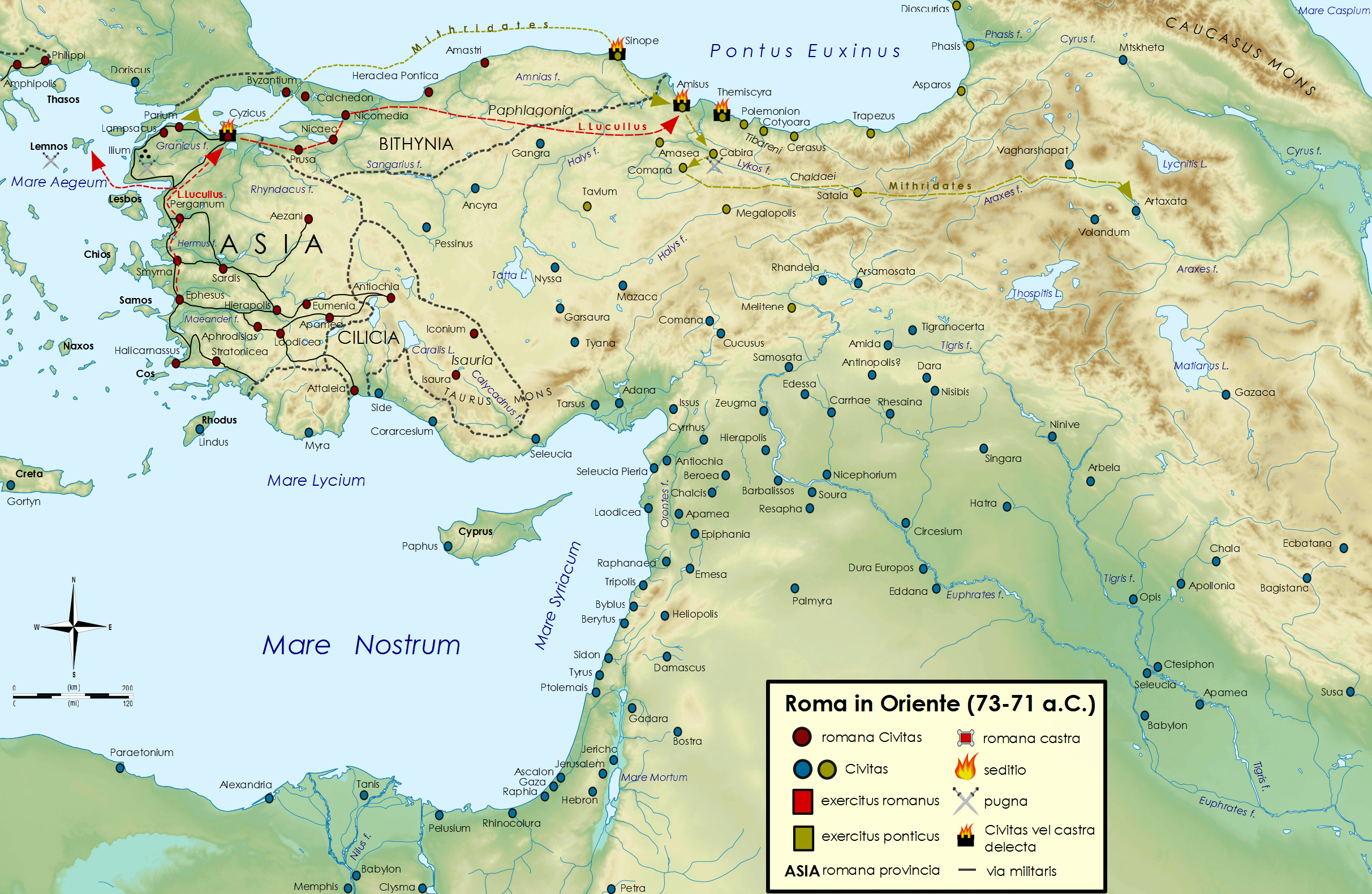
Gli anni 73-71 a.C. della terza guerra mitridatica

Fuggito grazie alla flotta, Mitridate, fu colpito da una terribile tempesta nella quale perse circa 10 000 uomini e sessanta navi, mentre il resto della flotta fu dispersa tutta intorno per il forte vento. Si racconta che abbandonò la propria nave che stava affondando, per recarsi in una più piccola imbarcazione di pirati, sebbene i suoi amici cercassero di dissuaderlo. I pirati poi lo sbarcarono a Sinope. Da quel luogo, raggiunse Amiso, da dove inviò appelli al genero, Tigrane II d'Armenia, ed a suo figlio, Macare, sovrano del Bosforo Cimerio, affinché si affrettassero a venirgli in aiuto. Ordinò, infine, a Diocle di prendere una grande quantità di oro e altri regali nei pressi degli Sciti, ma quest'ultimo rubò l'oro e si rifugiò presso il generale romano.
Lucullo mosse le sue armate verso il fronte orientale attraverso Bitinia e Galazia, sottomettendo i territori precedentemente in mano romana e raggiungendo la pianura di Themiscyra ed il fiume Termodonte. Poco dopo raggiunse una regione assai ricca di risorse, che non aveva subito le devastazioni della guerra. Secondo Plutarco, invece, il generale romano fu costretto a chiedere aiuto al vicino ed alleato regno di Galazia, che gli fornì approvvigionamenti di grano grazie a 30 000 suoi portatori.
Lucullo pose quindi sotto assedio la città di Amiso, riuscendo ad occuparla dopo alcuni anni (nel 70 a.C.), ed a battere ancora una volta le truppe di Mitridate presso Cabira.
Portate a termine le operazioni militari (fine del 70 a.C.), lasciò Sornazio con 6 000 armati a guardia del Ponto, e quindi decise di riorganizzare le province asiatiche ed amministrare la giustizia, oltre a ringraziare gli dei, per la conclusione positiva della guerra. Frattanto Appio Claudio era stato inviato da Tigrane II ad Antiochia, per chiedere la consegna del suocero, Mitridate VI. Appio tornò da Lucullo, con il responso negativo di Tigrane. Era ormai chiaro che, ancora una volta, la guerra fosse inevitabile. Contemporaneamente Mitridate e Tigrane stabilirono di invadere Cilicia e Licaonia, fino all'Asia, prima che ci fosse una formale dichiarazione di guerra.
Nel 69 a.C. Lucullo, si diresse con sole due legioni e 500 cavalieri contro Tigrane, che si era rifiutato di consegnargli Mitridate. Sembra che i suoi soldati seguirono Lucullo in modo riluttante, mentre i tribuni della plebe a Roma, sollevavano una protesta contro di lui, accusandolo di cercare una guerra dopo l'altra, per arricchirsi. Lucullo attraversò l'Eufrate, poi il Tigri ai confini dell'Armenia, e giunse nei pressi della capitale, Tigranocerta.
E mentre Sestilio poneva sotto assedio la città Lucullo affrontava in battaglia Tigrane e lo batteva, seppure con forze nettamente inferiori. Plutarco racconta che 100 000 furono i morti tra gli Armeni, quasi tutti fanti, solo cinque tra i Romani ed un centinaio rimasti feriti. E sembra che lo stesso Tito Livio abbia ammesso che mai prima d'ora i Romani erano risultati vincitori con forze pari a solo un ventesimo dei nemici, elogiando così le grandi doti tattiche di Lucullo, che era riuscito con Mitridate a sconfiggerlo "temporeggiando", ed invece con Tigrane a batterlo grazie alla rapidità. Due doti apparentemente in antitesi, che Lucullo seppe utilizzare a seconda del nemico affrontato.

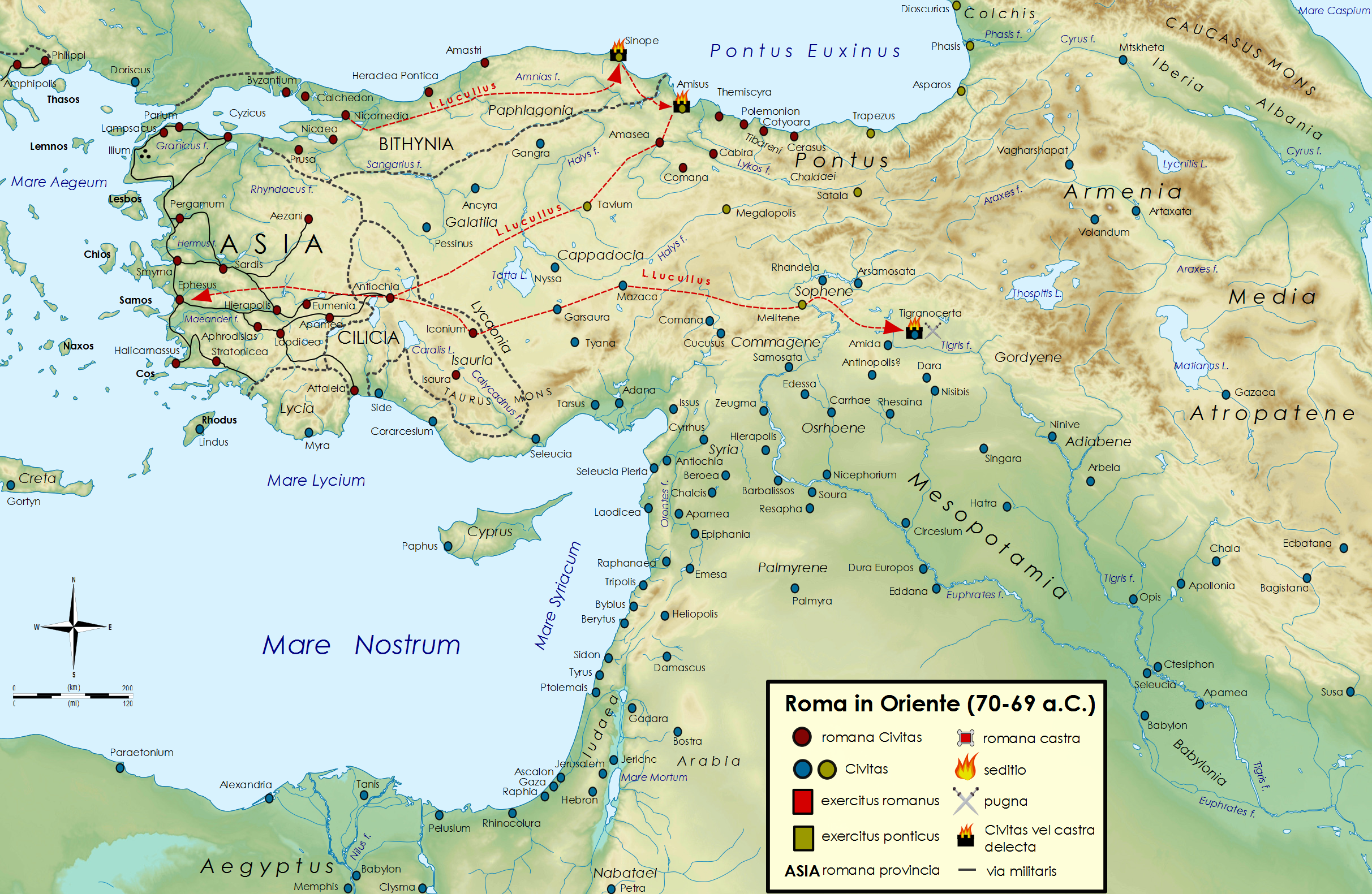
Gli anni 70-69 a.C. della terza guerra mitridatica

Quando Mitridate seppe della terribile sconfitta patita dalle truppe di Tigrane, corse incontro al sovrano armeno e lo rincuorò affinché assemblassero insieme una nuova armata; Poi fu la volta della città di Tigranocerta che cadde anch'essa in mano romana.
Durante l'inverno del 69-68 a.C., molti sovrani orientali vennero a fare omaggio a Lucullo dopo la vittoria di Tigranocerta, chiedendogli alleanza ed amicizia. Agli inizi del nuovo anno Tigrane II e Mitridate VI attraversarono l'Armenia raccogliendo una nuova armata, ed il comando generale fu affidato questa volta all'ex-re del Ponto, proprio perché Tigrane pensava che i disastri precedenti gli avevano sufficientemente insegnato ad essere prudente.
Mandarono, inoltre, dei messaggeri al re dei Parti, per sollecitarne un concreto aiuto (paventando anche future campagne dei Romani contro gli stessi, in caso di successo contro Armeni e Pontici), ma Lucullo, che a sua volta aveva provveduto ad inviarne dei suoi, si accorse del doppio gioco del sovrano partico Fraate III (che sembra avesse promesso la sua alleanza a Tigrane, in cambio della cessione della Mesopotamia), e decise di marciare contro lo stesso, lasciando perdere per il momento Mitridate e Tigrane, ma il rischio di un ammutinamento generale delle truppe romane, stanche di questa lunga guerra, costrinsero il proconsole romano a rinunciare alla campagna partica, tornando a concentrarsi sul nemico armeno, puntando sulla seconda capitale, Artaxata.
Tigrane non poteva permettersi di lasciare che anche la sua seconda capitale venisse occupata da Lucullo, senza provare neppure a difenderla, e così si accampò di fronte all'armata romana, sulla riva opposta del fiume Arsania, a protezione della città, da lì non molto distante. Fu Lucullo, secondo la versione di Plutarco, a dar battaglia attraversando il fiume con 12 coorti, mentre le restanti rimanevano a protezione dei fianchi. Contro di loro fu lanciata la cavalleria armena, composta da arcieri a cavallo della Mardia e da lancieri iberici. Tuttavia, questi cavalieri non brillarono nella loro azione, e cedettero all'avanzante fanteria romana, dandosi alla fuga inseguiti dalla cavalleria romana. Ancora una volta la vittoria arrise ai Romani, i quali fecero grande strage dei nemici fino a tutta la notte, tanto da essere spossati, non solo per le continue uccisioni del nemico, ma anche del gran numero di prigionieri e bottino raccolto. Livio dice che, se nella prima battaglia contro Tigrane furono uccisi più nemici armeni, in questa seconda furono però uccisi, fatti prigionieri e resi schiavi un numero maggiore di più alti dignitari.
Lucullo incoraggiato da questa vittoria, era deciso ad avanzare ulteriormente verso l'interno e sottomettere l'intero regno armeno. Ma, contrariamente a quanto ci si poteva attendere, il clima di quel paese nel periodo dell'equinozio d'autunno, era già molto rigido, tanto che alcuni territori risultavano già interamente coperti di neve, e anche quando il cielo era limpido si vedevano i campi cosparsi di brina e ghiaccio ovunque. Ciò generava un grande disagio non solo nelle truppe per il freddo pungente, ma anche ai cavalli che avevano difficoltà ad abbeverarsi e nell'attraversare i fiumi ghiacciati. Vi è da aggiungere che gran parte di quei territori erano ricoperti da fitte foreste, con gole strette, e zone paludose, tanto che i legionari romani si trovavano costantemente a disagio per essere quasi sempre o bagnati o coperti di neve, durante tutta la loro marcia, trascorrendo anche le notti in luoghi estremamente umidi. Di conseguenza, cominciarono a lamentarsi delle continue difficoltà che incontravano giornalmente, prima inviando al proconsole delegazioni affinché desistesse da questa nuova impresa militare in un periodo tanto freddo, poi, non ricevendo adeguate risposte, tenendo tumultuose assemblee, fino a ribellarsi apertamente agli ordini del loro comandante.
Lucullo fu così costretto a tornare indietro, sebbene avesse tentato in ogni modo di convincere le sue truppe. E così tornò ad attraversare il Taurus e, questa volta, discese nel paese chiamato Migdonia, dove decise di assediare Nisibis, una grande e popolosa città strappata dagli Armeni ai Parti. La città cadde poco dopo in mano romana.

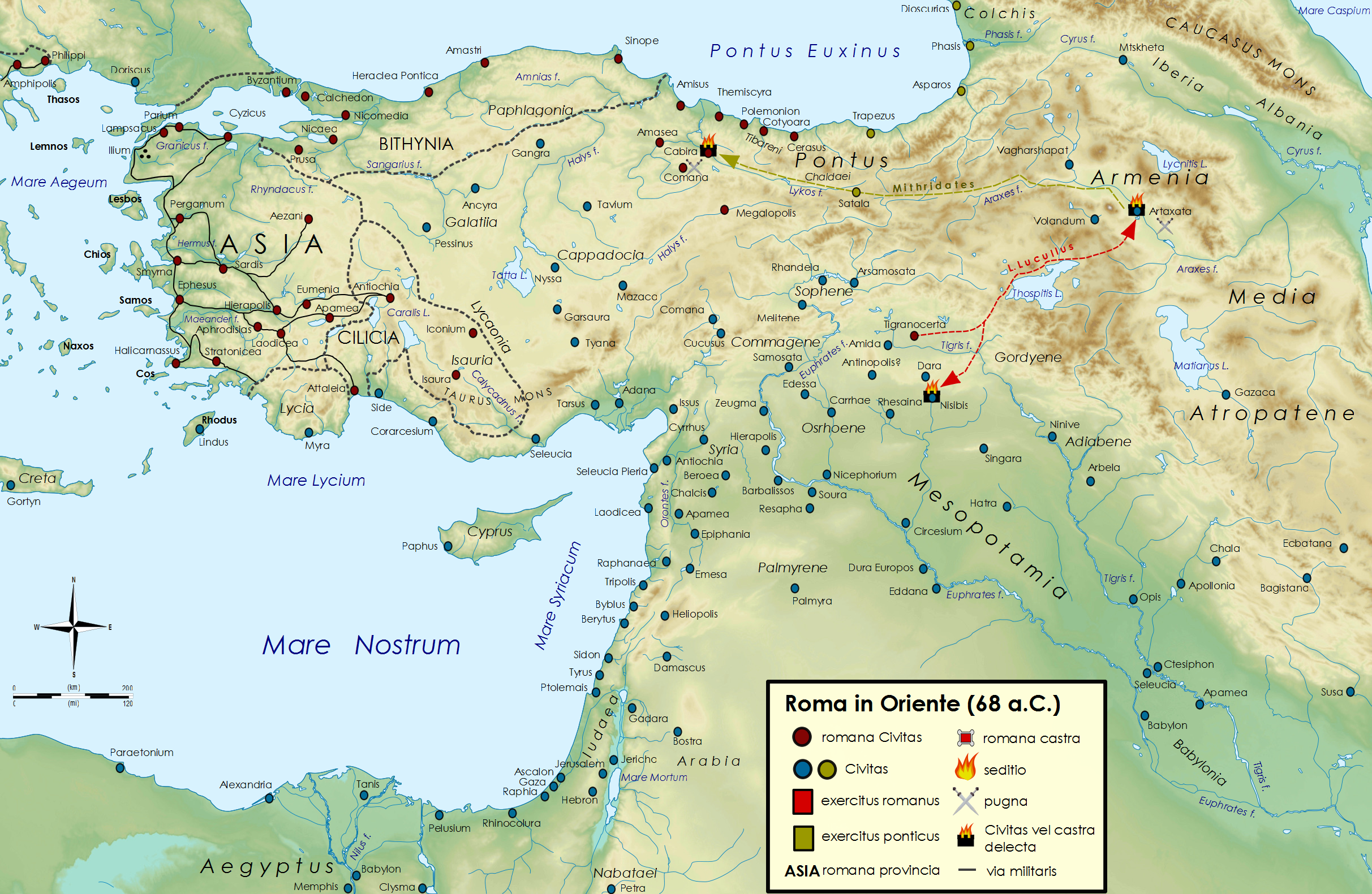
L'anno 68 a.C. della terza guerra mitridatica

La fortuna ed il consenso di Lucullo presso le sue truppe ormai vacillavano da troppo tempo, tanto che certe lamentele sulle recenti campagne militari condotte in Oriente, senza un preventivo appoggio del Senato, giunsero anche a Roma, dove fu deciso di sostituire il proconsole romano nel comando della sua provincia, e di mandare in congedo buona parte dei suoi soldati. Lucullo si trovava così ad essere esonerato, per aver scontentato non solo le sue truppe, ma anche per essersi inimicato la potente fazione di usurai e pubblicani d'Asia.
Frattanto, Tigrane provvedette a ritirarsi all'interno del proprio regno, riconquistandone alcune parti in precedenza perdute. mentre Mitridate si affrettò anch'egli a riconquistare parte degli antichi territori del Ponto e dell'Armenia Minore. Lucullo che aveva, in un primo momento tentato di seguirlo, fu costretto a tornare indietro per mancanza di approvvigionamenti.
Poi fu Mitridate a contrattaccare i Romani, riuscendo anche ad ucciderne molti in battaglia. Per prima cosa si diresse contro un legatus di Lucullo, di nome Fabio, che per poco non fu massacrato insieme al suo esercito, se durante la battaglia Mitridate non fosse stato colpito da una pietra ad un ginocchio e da un dardo sotto l'occhio, costringendo lo stesso re ad allontanarsi dal campo di battaglia e sospendere i combattimenti, permettendo così a Fabio ed ai Romani di salvarsi. Poi Fabio fu chiuso ed assediato in Cabira e liberato solo grazie all'intervento di un secondo legato, Gaio Valerio Triario, che si trovava casualmente da quelle parti nella sua marcia dall'Asia verso Lucullo.

## Battaglia
Mitridate decise di attaccare anche il secondo legatus di Lucullo, Triario, che era venuto in soccorso a Fabio, con il suo esercito. Triario, deciso ad inseguire Mitridate, riuscì a battere il sovrano del Ponto in un primo scontro, presso Comana. Dione ci fornisce una sua versione della battaglia che si svolse presso Comana Pontica:
(Cassio Dione Cocceiano, Storia romana, XXXVI, 10.3.)

## Conseguenze
Ed infine giunse l'inverno, che interruppe ogni operazione militare da entrambe le parti. Trascorso l'inverno, Mitridate tornò a scontrarsi con Triario, andando ad accamparsi presso Gaziura di fronte al legato romano. Mitridate cercava di attirare il legato romano in battaglia, sperando di batterlo, prima che giungesse Lucullo, riconquistando così le rimanenti parti dei suoi vecchi domini. Alla fine Tirario cadde nella sua trappola e fu sconfitto pesantemente nella battaglia di Zela (67 a.C.). E fu solo grazie al gesto di un centurione romano, che gettandosi contro il re e procurandogli ferita alla coscia con un colpo di spada, che, nella confusione generata tra i Pontici, molti Romani riuscirono a trovare scampo e si salvarono da un massacro annunciato.